# Škoda Rapid 2200
Der Škoda Rapid 2200 war der Nachfolger des Škoda Rapid Six. Die viertürige Fließheck-Limousine der oberen Mittelklasse erschien 1941. Die Karosserie in Gemischtbauweise (Stahlblechpaneele auf einem Holzgerippe) saß auf einem vorne und hinten gegabelten Zentralrohrrahmen aus geschweißten Stahl-U-Profilen.
Der neue, wassergekühlte, obengesteuerte Sechszylinder-Viertakt-Reihenmotor hatte einen Hubraum von 2199 cm³ und eine Leistung von 60 PS (44 kW). Er beschleunigte das 1350 kg schwere Fahrzeug bis auf 120 km/h. Über das am Motorblock angeflanschte Getriebe und die Kardanwelle wurden die  Hinterräder angetrieben. 

## Quelle
- Fahrzeughistorie von Skoda.de